# ロモノーソフ金メダル

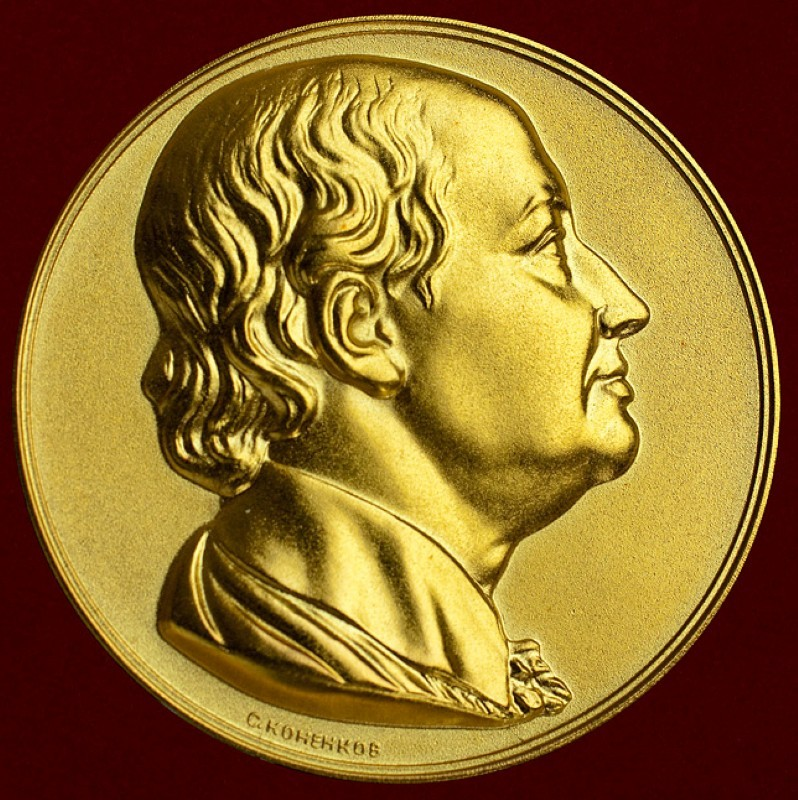
ロモノーソフ金メダル

ロモノーソフ金メダル（ロモノーソフきんメダル）は、ソビエト科学アカデミー、後にロシア科学アカデミーが授与する賞で、自然科学と人道主義における優れた業績に贈られる。ロシアの科学者、ミハイル・ロモノーソフに因んで名付けられた。1959年から始められた。毎年、2人の受賞者に贈られる。原則的にはソ連（ロシア）国内の人物、国外の人物、各1名が選定される。

## 著名な受賞者
- 1959年： ピョートル・カピッツァ
- 1964年： 朝永振一郎、湯川秀樹
- 1965年： ハワード・フローリー
- 1967年： セシル・パウエル、イゴール・タム
- 1969年： ニコライ・セミョーノフ、ジュリオ・ナッタ
- 1971年： ヴィクトル・アンバルツミャン、ハンス・アルヴェーン
- 1973年： アレクサンドル・ヴィノグラードフ
- 1977年： ライナス・ポーリング
- 1978年： アレクサンダー・トッド
- 1979年： アレクサンドル・オパーリン
- 1982年： ドロシー・ホジキン、ユーリ・ハリトン
- 1983年： アブドゥッサラーム
- 1984年： ルドルフ・メスバウアー
- 1985年： ギイェルモ・アロ
- 1986年： スヴャトスラフ・フョードロフ
- 1987年： ジョン・バーディーン、アレクサンドル・プロホロフ
- 1988年： セルゲイ・ソボレフ、ジャン・ルレイ
- 1989年： ニコライ・バソフ、ハンス・ベーテ
- 1990年－1992年受賞なし
- 1993年： ジョン・ケネス・ガルブレイス
- 1994年： ジェームズ・ワトソン
- 1995年： アナトール・アブラガム、ヴィタリー・ギンツブルク
- 1997年： フランク・プレス
- 1998年： アレクサンドル・ソルジェニーツィン、中村喜和
- 2000年： チャールズ・タウンズ
- 2001年： アレクサンダー・リッチ
- 2002年： レンナルト・カルレソン
- 2004年： エドワード・ローレンツ
- 2005年： ペーター・ヒルシュ
- 2008年： エフゲニー・プリマコフ、エレーヌ・カレール・ダンコース
- 2009年： 野依良治
- 2010年： ヘーラルト・トホーフト
- 2011年： ロアルド・ホフマン
- 2013年： ピーター・ラックス
- 2014年： スバンテ・ペーボ
- 2015年： ポール・コーカム
- 2016年： シドニー・アルトマン
- 2017年： ユーリイ・オガネシアン
- 2018年： マーティン・チャルフィー
- 2019年： パウル・クルッツェン
- 2020年： セルゲイ・ノヴィコフ、ジョン・ウィラード・ミルナー
- 2021年： リチャード・ロバーツ